# Venevisión Play
Venevisión Play es una plataforma de streaming venezolana, propiedad de Organización Cisneros, operada por Cisneros Media.

## Historia
La aplicación fue anunciada dentro de los planes del canal a mayo de junio de 2023. Su lanzamiento se realizó el 25 de agosto del mismo año, en fase de periodo de prueba, mientras que su anunció oficial se realizaría el 3 de octubre de 2023. Durante el primer mes de prueba del lanzamiento de la plataforma, esta consiguió una recepción considerable, llegando a conseguir una cantidad de 60.000 descargas a través de tiendas digitales.
Para captar una mayor audiencia en la reciente plataforma de Cisneros, dicha organización se encargó de conseguir los derechos transmisión de los Juegos Olímpicos de París 2024, los cuales serían transmitidos el canal Claro Sports, la transmisión de este evento sería exclusivo en la plataforma de streaming de Venevisión Play para su visualización ininterrumpida.
Para el mes de mayo del año 2024, la plataforma comenzó las transmisiones de tres nuevos canales FAST, los cuales son: El Sistema, Más Risas y Más Retos; los cuales acompañarían a los canales iniciales Venevisión, Ve Plus (solamente para Venezuela) y Novelísima. Ya para el mes de julio del mismo año la aplicación tendría dos canales FAST nuevos, uno informativo exclusivo de Noticias Venevisión y otro denominado Más Show (el cual terminaría sus transmisiones a partir del año 2025).
A inicios del año 2025, la plataforma aumenta su contenido de canales FAST, añadiendo los canales Real Madrid TV y Daystar, dichos canales estarían disponibles solamente dentro de territorio venezolano.

## Contenido
El contenido de la plataforma es variado, contando con las transmisiones en vivo del canal de televisión por señal abierta Venevisión, el canal de televisión por suscripción Ve Plus, y los canales FAST, Novelísima, Más Talk y Miss Venezuela TV (este último siendo cerrado poco tiempo después de empezar transmisiones); además cuenta con contenidos a la carta como telenovelas de Cisneros Media, y de otras compañías que estén en emisión, noticias, series, documentales, talk shows, entre otros.
Con el lanzamiento de la plataforma, Cisneros Media ha puesto en consideración la creación de contenido exclusivo para esta, ya sea canales dedicados a los deportes o la información, hasta contenido exclusivo del Miss Venezuela.

## Programación
La plataforma de streaming cuenta con dos listados de canales según la localización del espectador, siendo una para Venezuela y otra para el resto del mundo.
| Canales para Venezuela |
| ---------------------- |
| Venevisión             |
| Noticias Venevisión    |
| Ve Plus                |
| Real Madrid TV         |
| Novelísima             |
| Más Talk               |
| El Sistema             |
| Más Risas              |
| Más Retos              |
| Daystar                |

| Canales para el resto del mundo |
| ------------------------------- |
| Venevisión Internacional        |
| Noticias Venevisión             |
| Novelísima                      |
| Más Talk                        |
| El Sistema                      |
| Más Risas                       |
| Más Retos                       |

Además de esto, la programación en formato on demand para el resto del mundo puede diferir, mostrando una cantidad menor de programas o también programas que no están disponibles en la otra región, esto debido a limitaciones de licencias para su transmisión y distribución.